# The Other Woman (2014)
The Other Woman is een Amerikaanse romantische komedie uit 2014, geregisseerd door Nick Cassavetes en geschreven door Melissa Stack. De hoofdrollen worden vertolkt door Cameron Diaz, Leslie Mann, Kate Upton, Nikolaj Coster-Waldau, Nicki Minaj, Taylor Kinney en Don Johnson.
De film wordt internationaal gedistribueerd door 20th Century Fox, een dochteronderneming van de nieuw gevormde 21st Century Fox.

## Verhaal
Nadat ze ontdekt heeft dat haar vriendje, Mark (Nikolaj Coster-Waldau), getrouwd is, probeert Carly (Cameron Diaz) haar leven opnieuw op de rails te krijgen. Wanneer ze per toeval Kate (Leslie Mann), de bedrogen echtgenote, ontmoet, beseft ze dat ze veel gemeen hebben. Haar gezworen vijand wordt haar beste vriendin. Wanneer nog een andere affaire aan het licht komt (Kate Upton), besluiten de drie vrouwen samen te spannen om wraak te nemen op de overspelige echtgenoot.

## Rolverdeling
- Cameron Diaz als Carly Whitten
- Leslie Mann als Kate King
- Kate Upton als Amber
- Nicki Minaj als Lydia
- Nikolaj Coster-Waldau als Mark King
- Taylor Kinney als Phil
- Lisa Maffia als Lydia's zus
- Olivia Culpo als Raven-Haired Beauty
- Madison McKinley als serveerster[4]
- Don Johnson als Frank Whitten

## Productie
De opnames begonnen op 29 april 2013 en vonden plaats in Downtown Manhattan (New York). Het bewerken van de geluiden, muziek en effecten begon op 27 augustus 2013. In december 2013 verscheen de eerste trailer.